# Edward Winnington, 1. Baronet
Sir Edward Winnington, 1. Baronet (* um 1727; † 9. Dezember 1791) war ein britischer Politiker.

## Leben
Er war der älteste Sohn von Edward Winnington und dessen Frau Sophia Boote. Der Abgeordnete Francis Winnington war sein Onkel. Edward Winnington besuchte das Eton College, sowie danach das Trinity College der University of Oxford.
Er besaß erhebliche Ländereien im Borough Bewdley und konkurrierte mit der Familie Lyttelton um die politische Vorherrschaft in diesem Wahlbezirk. 1748 kandidierte er erfolglos bei einer Nachwahl des Boroughs Bewdley für das House of Commons. Zur Unterhauswahl im Jahr 1754 trat er nicht an und bei der Nachwahl von 1755 zog er seine Kandidatur zugunsten eines von König Georg II. benannten Kompromisskandidaten zurück. Am 15. Februar 1755 verlieh ihm der König den erblichen Adelstitel Baronet, of Stanford Court in the County of Worcester. Bei den Unterhauswahlen 1761 wurde er schließlich ohne Gegenkandidaten als Abgeordneter für Bewdley in das House of Commons gewählt und gehörte diesem an, bis er in bei der Unterhauswahl von 1768 unterlag. Daraufhin gelang es ihm durch eine Petition am 25. Januar 1769 wieder in das House of Commons einzuziehen. Sein Mandat endete mit der Unterhauswahl von 1774, bei der er auf eine erneute Kandidatur verzichtete.
Am 14. August 1748 heiratete er Mary Ingram. Aus der Ehe ging ein Sohn, Edward, hervor. Dieser folgte ihm 1791 als 2. Baronet nach.